# 锡-121m1
锡-121m1（也写作“121m1Sn”）是锡元素的一种放射性同位素及同质异能素，具有约43.9年的半衰期。在普通热核反应堆中，它的裂变产物产额很低，因此这种同位素只占核废料的极小部分。
快速裂变或一些相对原子质量较大的锕系元素的裂变中会产生较高产量的121m1Sn。举个例子，它的裂变产额在 U-235 中是 0.0007% （热核裂变）或是 0.002% （快速裂变）。